# Ivar Pettersson
Ivar Jonas Pettersson, född 1 februari 1876 i Sköllersta församling, Örebro län, död 2 mars 1959 i Längbro församling, Örebro län, var en svensk lantbrukare och politiker (bondeförbundare).
Pettersson var ledamot av riksdagens första kammare 1919-1921, och av andra kammaren 1922–1924 samt från 1933 i valkretsen Örebro län.